# Zenon Puchalski

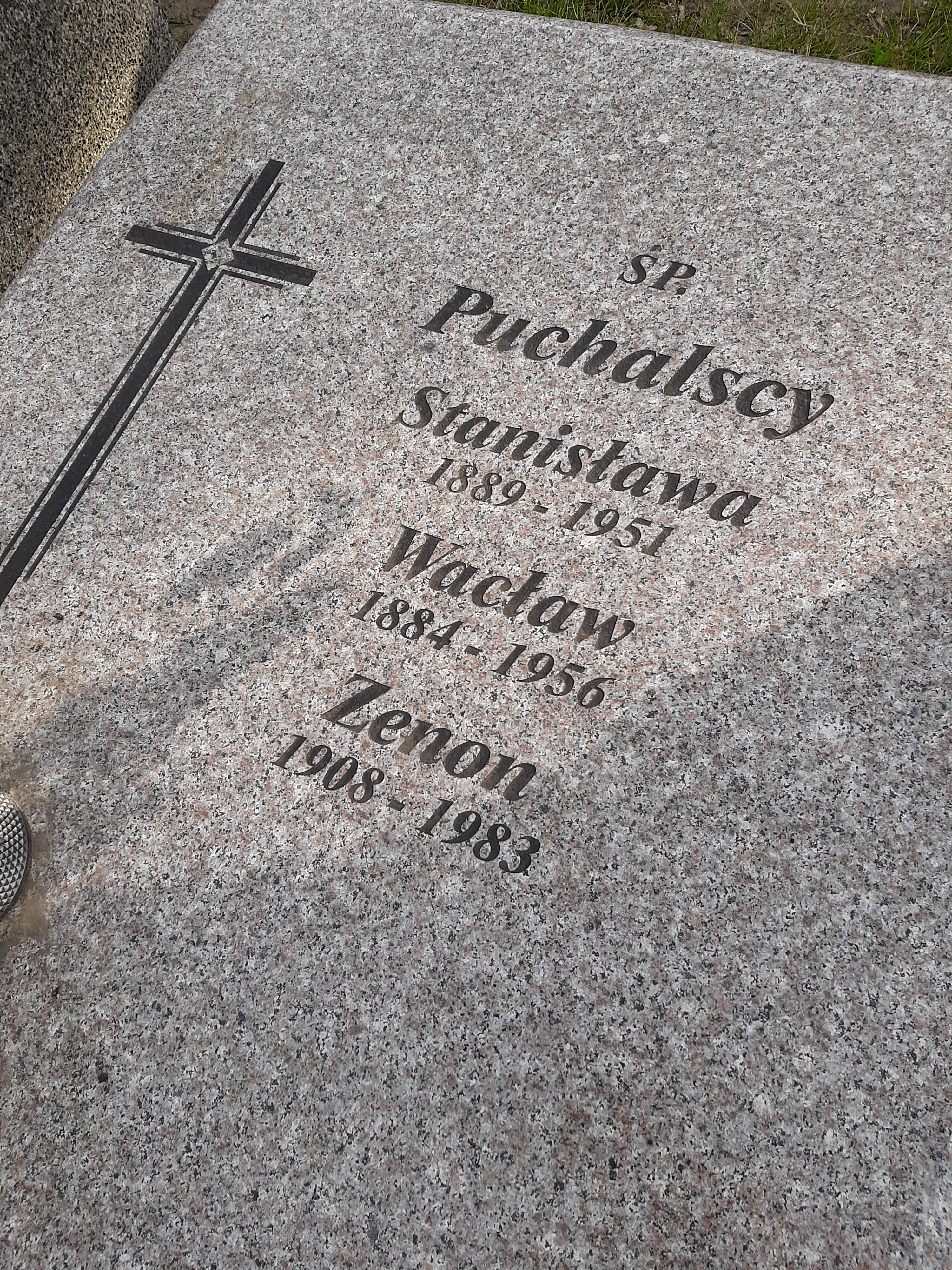
Grób Zenona Puchalskiego na cmentarzu w Zerzniu

Zenon Puchalski (ur. w 1908, zm. w 1983) – polski lekkoatleta, specjalizujący się w biegach długodystansowych.

## Osiągnięcia
- Mistrzostwa Polski seniorów w lekkoatletyce (3 medale)[2]
  - Przemyśl 1931 – brązowy medal w biegu na 3000 m z przeszkodami
  - Warszawa 1932 – brązowy medal w biegu na 3000 m z przeszkodami
  - Bydgoszcz 1933 – brązowy medal w biegu na 5000 m

- Halowe mistrzostwa Polski seniorów w lekkoatletyce (1 medal)[3]
  - Przemyśl 1934 – brązowy medal w biegu na 3000 m